# Peugeot Type 91
La Peugeot Type 91 est un modèle d'automobile du constructeur Peugeot conçue par Armand Peugeot. 339 exemplaires sont fabriqués entre 1907 et 1908.

## Historique

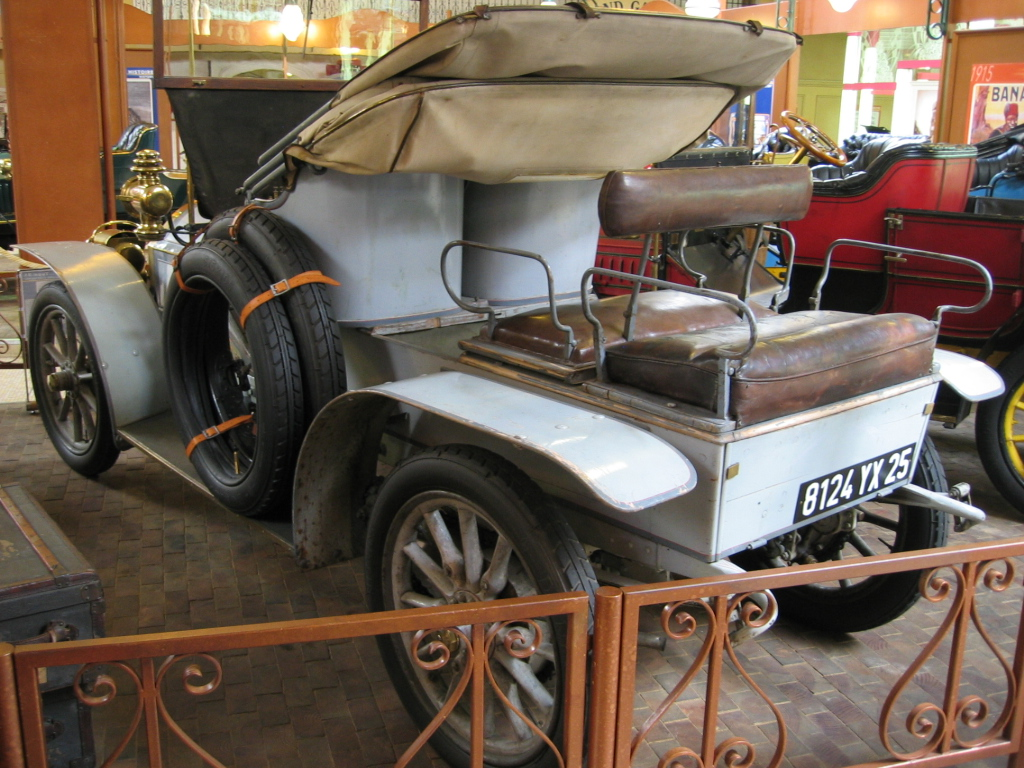
Peugeot Type 91 de 1908.

La Peugeot Type 91 est un spider équipé d'un moteur 4 cylindres en ligne d'une cylindrée de 2 207 cm3 développant 12 ch. Généralisé à partir de 1909 sur les automobiles Peugeot, ce moteur réduit considérablement les vibrations des modèles précédents à 1 et 2 cylindres. La Type 91 peut transporter jusqu'à six passagers dont quatre à l'arrière en dos à dos.